# 鬼の詩
『鬼の詩』（おにのうた）は、藤本義一の小説。『別冊小説現代』（講談社）1974年（昭和49年）春号初出で、同年に第71回直木賞受賞。さらに1975年には本作を原作とする同名の映画が製作された。
明治末期の上方落語家・桂馬喬の芸に対する執念を描く。馬喬のモデルは桂米喬とされる。

## 映画版
1975年8月16日公開。監督の村野鐵太郎がATGで製作した（鐡プロダクション＝ATG作品）。脚本を原作者の藤本が担当している他、冒頭で笑福亭松鶴と対談している。文化庁優秀映画製作奨励金交付作品。 

### スタッフ
- 監督：村野鐵太郎
- 製作：村野鐵太郎、本郷淳、多賀祥介
- 企画：神田末茂
- 原作：藤本義一
- 脚本：藤本義一、杉浦久、村野鐵太郎
- 撮影：吉岡康弘
- 美術：上野堯
- 編集：中静達治
- 音楽：林光
- 助監督：中島芳人

### キャスト
- 桂馬喬：桂福團治
- 露：片桐夕子
- 桂露久：露乃五郎
- お藤：中原早苗
- 馬喬の義父：井川比佐志
- 鍼灸師：信欣三
- せん馬：本郷淳
- 月亭文都：早川雄三
- 仁輪加：伊達三郎
- 医師：入江洋佑
- 文雀：蛍雪太朗
- 詩吟師：一輪亭花咲
- 剣舞師：浮世亭歌楽
- 藤本義一
- 笑福亭松鶴